# Golfo de Torone
El golfo de Torone, golfo Toroneo' (en griego: Toroneίος κόλπος, romanizado: Toronaios Kolpos) o golfo Toronaico (en griego antiguo: Toronaϊκος κόλπος), es un golfo del mar de Tracia, parte del mar Egeo septentrional, en Calcídica, Grecia. Se encuentra entre la península de Palene, al oeste, y Sitonia en el este.

## Historia
Según Heródoto, el golfo era conocido históricamente por sus peces. El puerto de Torone, la única ciudad del golfo, era conocido como el puerto «sordo» debido a la tranquilidad y calma del golfo.
Se dice que la antigua ciudad de Olinto se encontraba en la cabecera del golfo de Torone.